# 宮部正洋
宮部 正洋（みやべ まさひろ）は、日本の機械システム工学者。大阪工業大学工学部機械工学科教授。工学博士（九州大学）・技術士（機械）。日本機械学会関西支部元商議員。ターボ機械協会第82回京都講演会2022キャビテーション部門ファシリテーター。オープンCAEシンポジウム2019実行委員。
専門は、流体機械/流体工学、機械システム工学・流体解析(CFD)、ターボ機械 （ディフューザ・キャビテーション・プロペラ・ポンプ・ガスタービン含む）。

## 略歴
九州大学大学院工学研究科機械科学専攻博士課程修了、工学博士（九州大学）。流体機械メーカーで主に公共事業・産業用ターボ機械関連の研究に従事した後、2017年大阪工業大学工学部機械工学科教授として着任。2024年現在、同学科長。
主な所属学会は、日本機械学会、ターボ機械協会、オープンCAE学会など。
主な受賞は、日本機械学会賞（論文：1999）。主な著書は、機械設計：総論 流体機械設計の基礎と最適化設計（分担執筆、日刊工業新聞社2023、学術書）、CFDと3Dプリンタによる熱流体機械の最適化設計手法（単著、日本工業出版、学術書）。

## 主な研究
- ロケット用ターボポンプの最適化設計
- ターボチャージャー用遠心圧縮機における旋回失速の低減に関する研究 [3]
- ガスタービン翼内の二次流れ損失低減手法に関する研究
- プロペラファンの低騒音化設計手法の検討
- ファン型インデューサーに発生するキャビテーションに関する分析[4]
- CFDと3Dプリンタによる熱流体機械の最適化設計手法[5]
- 流体機械におけるIoT活用時でのシステム運用性能を改善する研究